# Maglore
 (juillet 2019).
Maglore est un groupe de rock alternatif et de MPB formé à Salvador (Brésil). Il est composé de Teago Oliveira, Nery Leal, Leo Brandão et Felipe Dieder.

## Biographie
Veroz, le premier album du groupe, qui présentait à l'époque Nery Leal à la contrebasse, a été considéré comme l'une des révélations de la musique brésilienne en 2011 par le journal O Globo. Les chansons telles que A Sete Chaves (À sept clées) et Demodê (Ringard) ont connu un vif succès avec leurs vidéoclips et figurent dans la programmation de grandes chaînes de musique au Brésil, telles que MTV, Multishow et PlayTV.
Ils ont également reçu la nomination pour le prix brésilien de musique 2012 grâce au CD de Veroz.
En 2013, le groupe a publié son deuxième album, Vamos Pra Rua (Allons-y à la rue), toujours avec le bassiste Nery Leal, et avec la participation des chanteurs Carlinhos Brown et Wado.
Maglore a remporté la première édition du concours de chansons étudiantes Desafio das Bandas, promu par le Grupo A TARDE.
Son album Todas as Bandeiras (Tous les drapeaux) a été élu 15e meilleur album brésilien de 2017 par le magazine Rolling Stone Brasil.

## Membres

### Membres actuels
- Teago Oliveira - chant, guitare
- Nery Leal - basse
- Leo Brandão - guitare, chant
- Felipe Dieder - batterie

### Anciens membres
- Lucas Oliveira - contrebasse
- Lelão - synthétiseur, guitare

## Discographie

### Albums studio
- 2011 : Veroz
- 2013 : Vamos pra rua
- 2015 : III
- 2017 : Todas as bandeiras
- 2022 : V

### Singles
- 2014 : Mantra
- 2015 : Dança diferente
- 2017 : Aquela força
- 2020 : Liberta (feat. Josyara)